# کوهی تومیتا
کوهی تومیتا (انگلیسی: Kohei Tomita؛ زادهٔ ۹ ژوئن ۱۹۹۶) بازیکن فوتبال اهل ژاپن است.